# Adelphomyia rantaizana
Adelphomyia rantaizana är en tvåvingeart som först beskrevs av Alexander 1929.  Adelphomyia rantaizana ingår i släktet Adelphomyia och familjen småharkrankar.
Artens utbredningsområde är Taiwan. Inga underarter finns listade i Catalogue of Life.